# Comércio de peles norte-americano

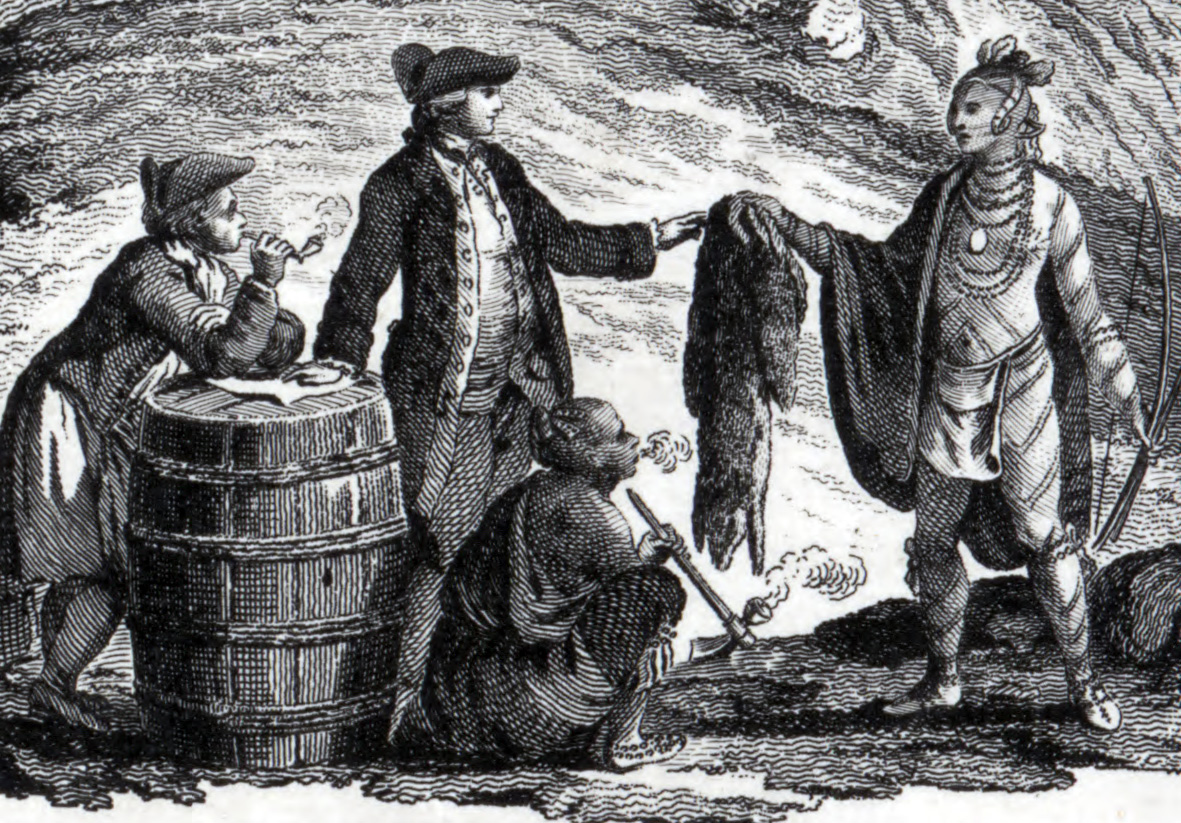
Uma ilustração de comerciantes de peles europeus e indígenas no Canadá, 1777.

Comércio de peles norte-americano é um termo que remete ao comércio de peles na América do Norte em um período que povos indígenas das Américas negociaram peles com outras tribos durante a era pré-colombiana. Os europeus começaram sua participação no comércio de peles da América do Norte a partir do período inicial de colonização das Américas, estendendo o alcance do comércio à Europa. 

## Visão geral
Mercadores europeus da França, Inglaterra e República Holandesa estabeleceram feitorias e fortes em várias regiões da América do Norte para conduzir o comércio com as tribos indígenas locais. O comércio atingiu o auge de sua importância econômica no século XIX, época em que contava com redes de comércio elaboradamente desenvolvidas.
O comércio logo se tornou um dos principais motores econômicos da América do Norte, atraindo concorrência entre várias nações europeias que mantinham interesses comerciais nas Américas. Os Estados Unidos buscaram remover o controle britânico substancial sobre o comércio de peles da América do Norte durante as primeiras décadas de sua existência. Muitos povos indígenas logo passaram a depender do comércio de peles como sua principal fonte de renda e de produtos manufaturados europeus. No entanto, em meados do século XIX, a mudança da moda na Europa provocou um colapso nos preços das peles e levou ao fechamento de várias empresas de peles. Muitos povos indígenas mergulharam na pobreza e, conseqüentemente, perderam grande parte da influência política que antes possuíam.
As mortes de castores durante o comércio de peles foram devastadoras para a população local de castores. Os ecossistemas naturais que dependiam dos castores para barragens, água e outras necessidades vitais também foram devastados, levando à destruição ecológica, mudanças ambientais e secas em certas áreas. Depois disso, essa população de castores na América do Norte levaria séculos para se recuperar em algumas áreas, enquanto em outras nunca se recuperariam.